# Даллас/Лав-Филд
Даллас / Лав-Филд (англ. Dallas Love Field, с англ. — «Даллас—Поле Любви»), (ИАТА: DAL, ИКАО: KDAL, FAA LID: DAL) — муниципальный аэропорт, расположенный в черте города Даллас (штат Техас) в 6 милях (10 км) к северо-западу от исторического центра, и являющийся одним из четырёх крупнейших аэропортов штата Техас. До 1974 года являлся основными воздушными воротами Далласа, пока эта функция не перешла к аэропорту Даллас—Форт-Уэрт.
Лав-Филд является базовым аэропортом для авиакомпании Southwest Airlines, а также хабом для авиакомпании Virgin America.

## История

### Создание авиабазы Лав-Филд

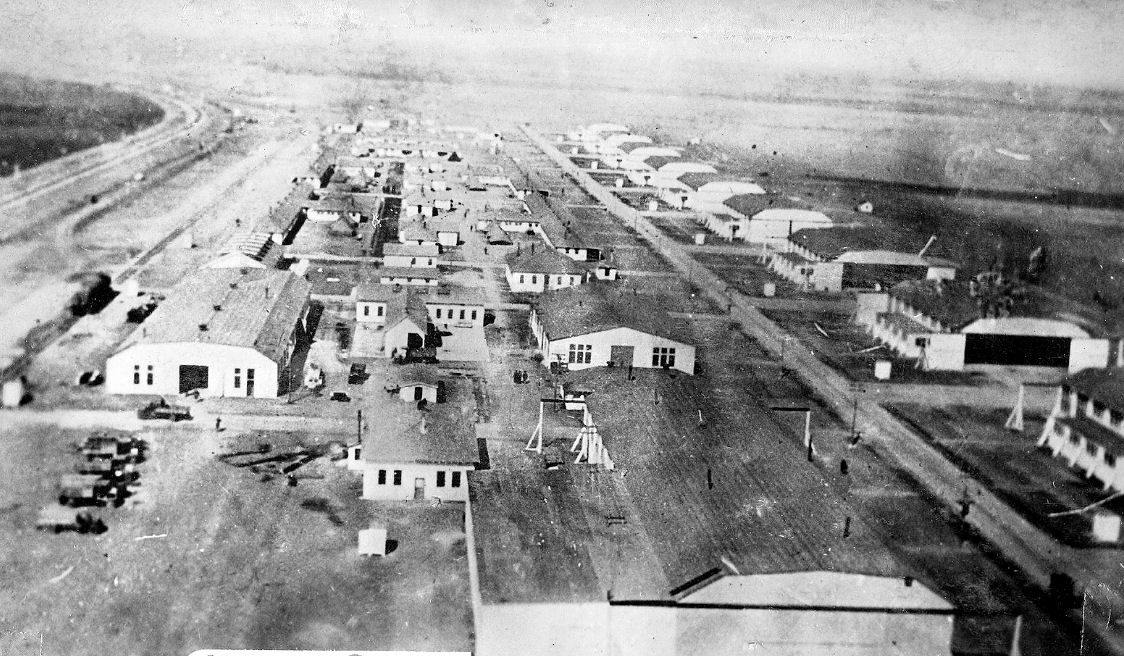
Авиабаза Лав-Филд в 1918 году

В 1914 году на месте будущего аэропорта был построен военный аэродром, который 19 октября 1917 года был назван Лав-Филд — в честь первого лейтенанта Мосса Ли Лава (англ. Moss Lee Love) из 11-го кавалерийского полка, который погиб 4 сентября 1913 года в Сан-Диего (Калифорния) в результате авиакатастрофы биплана Wright Model C, на котором совершал тренировочный полёт. На новой авиабазе базировались 71-я, 121-я, 136-я и 197-я авиационные эскадрильи; здесь же располагалась лётная школа.

### Появление гражданского аэропорта
В связи с окончанием военных событий, авиабаза Лав-Филд оказалась фактически не нужна и простаивала. Тогда 22 июня 1928 года власти Далласа за 325 000 долларов выкупают у военных эту авиабазу, площадь которой на тот момент составляла 167,1 акра (0,68 км2). 1 июня 1929 года авиакомпания Delta Air Service начала совершать в Даллас первые пассажирские рейсы из Джэксона (штат Миссисипи) через Шривпорт и Монро (оба в Луизиане). 1 сентября того же года авиакомпания Paul R. Braniff, Inc., Airline начала выполнять в Лав-Филд почтовые рейсы. 9 апреля 1932 года на аэродроме было завершено строительство первых искусственных взлётно-посадочных полос. 9 августа 1929 года на юго-западе Далласа был открыт ещё один аэродром — Хэнсли-Филд, но он принадлежал военным.
С 17 мая 1934 года оклахомская авиакомпания Braniff Airways начинает выполнять через Даллас почтовые рейсы из Чарлстона (Южная Каролина). В начале 1935 года Braniff благодаря покупке авиакомпании Long & Harmons Texas получила хаб в Лав-Филде, после чего в том же году переместила свою штаб-квартиру из Оклахома-Сити в Даллас; на протяжении 30 лет эта авиакомпания будет занимать основные площади аэропорта. Braniff в тот период выполняла полёты в средней части страны, но в Лав-Филде делали промежуточные посадки и самолёты авиакомпании American Airlines, совершающие трансконтинентальные рейсы. 1 июля 1935 года Delta начинает выполнять первые ночные рейсы в Даллас. 1 февраля 1937 года на аэродроме начал работать диспетчерский центр, а 6 октября 1940 года был открыт первый аэровокзал.

### С 1941 по 1973 год
Во время Второй мировой войны аэродром Лав-Филд вновь начал использоваться военными, которые оставили его после окончания военных событий. В сентябре 1943 года были сооружены взлётно-посадочные полосы 13/31 северо-западного/юго-восточного направления и 18/36 северного/южного направления; длина каждой из них — 5200 футов (1585 м). Через месяц, с 15 октября Delta начала выполнять регулярные рейсы по маршруту «Даллас—Новый Орлеан». После окончания Второй мировой и перехода Лав-Филда под использование только гражданскими воздушными судами, 16 мая 1945 года администрация Далласа принимает план о реконструкции аэропорта. 9 марта 1947 года было завершено строительство восточного крыла терминала «Леммон-Авеню», а 10 августа 1948 года — северного крыла. 19 февраля 1947 года в Лав-Филде размещает свой хаб авиакомпания Pioneer Air Lines, которая 8 мая 1950 года переместила сюда из Хьюстона свою штаб-квартиру, а в сентябре 1949 года открыла свой хаб Central Airlines. В 1955 году Pioneer была поглощена Continental Airlines, которая таким образом получила хаб в Далласе.

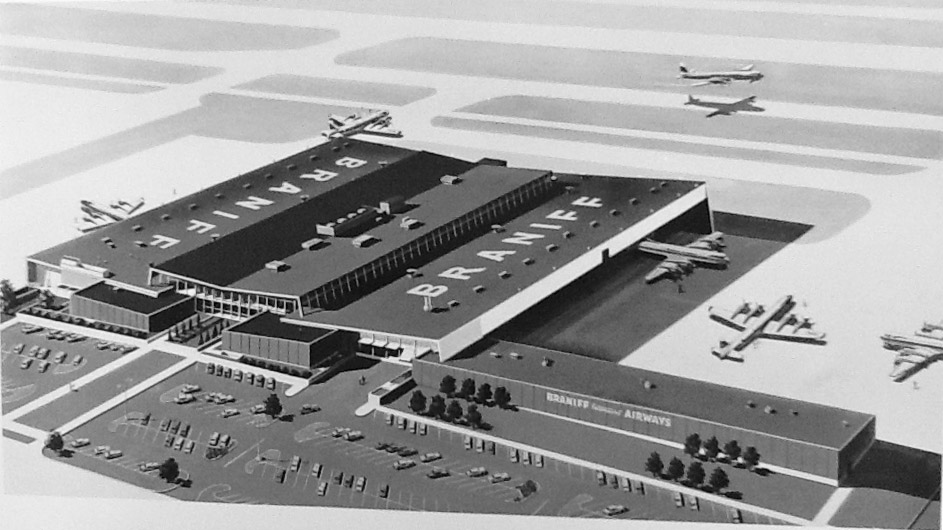
Макет терминала авиакомпании Braniff International Airways (1957 год)

Джон Кеннеди вместе с Жаклин в аэропорту Лав-Филд

26 марта 1952 года полоса северо-западного/юго-восточного направления (13/31) удлиняется до 7750 футов (2360 м), а 1 июня 1954 года была закрыта полоса восточного/западного направления (7/25). 5 августа 1955 года было начато строительство нового терминала, который открылся 20 октября 1957 года. В декабре 1955 года Braniff и Delta получают от Совета по гражданской авиации сертификаты на открытие новых маршрутов, после чего начинают выполнять полёты из Далласа в Вашингтон и Нью-Йорк. С 1 апреля 1959 года в аэропорт Лав-Филд начали выполнять полёты первые турбовинтовые самолёты — Vickers Viscount компании Continental Airlines, а с 12 июля того же года — первые турбореактивные — Boeing 707 компании American Airlines.
22 ноября 1963 года в аэропорту происходит одно из самых ключевых событий в мировой истории: утром этого дня в Даллас прибыл президент США Джон Кеннеди со своей супругой Жаклин. Однако по пути от аэропорта президент был убит. Тем же вечером вице-президент Линдон Джонсон на борту президентского самолёта, ещё перед вылетом из Лав-Филда, принёс присягу, тем самым приступив к исполнению президентских обязанностей.
18 августа 1964 года на аэродроме открывается новое пожарное депо, а 18 августа 1965 — двухэтажная парковка для автомобилей (строительство начато 20 апреля 1964 года). В сентябре 1965 года American открывает новый терминал для обслуживания реактивных самолётов, а 7 декабря 1968 года распахнул свои двери «Терминал будущего» компании Braniff, дизайн которого разрабатывал Джек Корган (англ. Jack Corgan). Также в 1968 году было завершено расширение билетного и багажного терминалов. В 1970 году автоматизированная монорельсовая система связала «терминал будущего» и автопарковку. 7 июля 1969 года была открыта ещё одна взлётно-посадочная полоса северо-западного/юго-восточного направления — 13R/31L, что позволило повысить пропускную способность аэропорта. Уже существующая полоса 13/31 теперь стала именоваться 13L/31R, а 29 января 1970 года завершилась её реконструкция, в результате которой толщина покрытия была увеличена на 17 дюймов (43,1800000 см), что позволяло принимать широкофюзеляжные самолёты.
В 1971 году в Лав-Филде разместила свою штаб-квартиру новообразованная бюджетная авиакомпания Southwest Airlines, которая начинает выполнять полёты в Хьюстон и Сан-Антонио. По данным на 1973 год пассажиропоток аэропорта Лав-Филд достигает максимума — 6 668 398 человек, что на тот момент выводило его на шестое место в стране.

### После 1974 года
Два крупных города Техаса — Даллас и Форт-Уэрт, — расположены относительно рядом, но в 1960-х годах каждый обслуживался отдельным аэропортом (у Форт-Уэрта — Большой юго-западный аэропорт). Администрация Форт-Уэрта ещё с середины XX века неоднократно предлагала Далласу создать единый аэропорт, который бы обслуживал оба города, но получала отказ. В 1964 году в этот спор наконец вмешалось Федеральное управление гражданской авиации, которому уже надоело обслуживать сразу два аэропорта, поэтому в апреле 1964 года Федеральное управление совместно с Советом по гражданской авиации поставили вопрос перед обоими городами, чтобы они выбрали место для строительства нового общего аэропорта.
13 января 1974 года был открыт новый общий аэропорт — Даллас/Форт-Уэрт. В том же году туда по указанию городских властей Далласа и Форт-Уэрта переместили свои хабы и штаб-квартиры авиакомпании, до этого работающие в аэропортах обоих городов, включая American, Braniff, Continental, Delta и так далее. Однако Southwest Airlines изначально отказалась переезжать в новый аэропорт, посчитав, что клиентам будет неудобно добираться до более удалённого от Далласа аэропорта. В 1972 году суд разрешил этой авиакомпании остаться в Лав-Филде. Отток авиаперевозчиков привёл к значительному спаду пассажиропотока и в 1975 году аэропорт Лав-Филд обслужил «только» 467 212 пассажиров — в 14 раз меньше, по сравнению с 1973 годом. В отличие от далласского аэропорта, который всё-таки продолжал работать, аэропорт Форт-Уэрта был закрыт.
В 1978 году, в связи с дерегулированием авиаперевозок в стране, Southwest Airlines открывает маршрут в Новый Орлеан. В 1981 году администрация Далласа вводит ограничения по уровню шума, что приводит к снижению возможностей аэропорта по приёму и выпуску самолётов в ночное время. В марте 1985 года были завершены мероприятия по снижению исходящего от аэропорта шума.
Близость аэропорта к городу начинает привлекать многих авиаперевозчиков использовать Лав-Филд для полётов на малые расстояния, так как их можно выполнять малыми, а соответственно более тихими самолётами. Но это не нравилось городу, так как увеличение числа рейсов приводило и к увеличению шума. 11 июня 1998 года, после многолетних судебных процессов с городскими властями, в Лав-Филде размещает свой хаб авиакомпания Continental Express, которая на самолётах Embraer ERJ 145 стала выполнять полёты в Хьюстон. 31 августа 1998 года полёты в Даллас из Остина начинает выполнять American Airlines. 22 декабря того же года Министерство транспорта США приходит к выводу, что город Даллас не может ограничивать использование аэродрома Лав-Филд. 1 февраля 2000 года Окружной апелляционный суд поддержал решение Министерства транспорта, постановив, что большие самолёты могут выполнять полёты из Лав-Филда максимум в семь городов за пределами Техаса, а малые, с пассажировместимостю от 56 мест и менее — куда угодно без ограничений.
5 апреля того же года авиакомпания Legend Airlines начала выполнять полёты из Далласа в Лос-Анджелес (5 рейсов в день) и Вашингтон (Даллес, 4 рейса в день). Эти полёты выполнялись самолётами DC-9, у которых в результате конвертации пассажировместимость составляла 56 мест первого класса. Через два дня данная авиакомпания стала выполнять полёты в Лас-Вегас, но уже в декабре прекратила использовать Лав-Филд. 1 мая полёты из Далласа в Лос-Анджелес и Чикаго начинает совершать American Airlines, использующая Fokker 100 с пассажировместимостью 56 мест. 1 июля полёты в далласский аэропорт начала Atlantic Southeast Airlines, использующая небольшие самолёты производства Canadair. Пассажиропоток Лав-Филда вновь начал быстро расти, в связи с чем была проведена реконструкция аэропорта, в том числе глобальной перестройке подвергся «терминал будущего». В 2001 году открывается новый паркинг для автомобилей.
7 августа 2003 года аэропорт Лав-Филд официально получает статус исторически значимого места штата Техас.